# Belmonte Calabro
Belmonte Calabro, conocido simplemente como Belmonte con anterioridad a la creación del reino de Italia, es un municipio italiano de 3.013 habitantes, tiene una extensión de 23 km² y una densidad de población de 131 hab/km². 

## Situación geográfica
Se encuentra en la provincia de Cosenza en la región de Calabria, Italia.Está colgado sobre la cima de una colina en la costa del mar Tirreno
Limita con Amantea al sur, Lago al noreste, Longobardi al norte, Mendicino y San Pietro in Amantea al este y el mar Tirreno al oeste.

## Economía
Centro agrícola y turístico, es famoso por la producción del "pomodoro di Belmonte".

## Historia
Belmonte fue fundado cerca del 1270, bajo el reino de Carlos I de Anjou, con la construcción de un castillo en el territorio de Amantea por Drogone de Beaumont, el alguacil responsable para la nueva fortificación en Calabria, con orden para proveer resistencia a los partidarios del pretendiente al trono Conradino de Hohenstaufen.
Durante la guerra de las Vísperas sicilianas (1282), Belmonte fue conquistada por tropas Siciliano-Aragonesas. Fue elevada al status de condado y asignada a Pedro Salvacossa. En 1360 el condado fue entregado por la reina Juana II de Nápoles a una familia de Amantea, que la mantuvo hasta el año 1443. En ese año los aragoneses transformaron Belmonte en un Baronesado y asignado a la familia Tarsia, quienes la mantuvieron hasta el año 1578. Durante la permanencia de esta familia feudal, el poeta petrarcano Galeazzo di Tarsia compuso su canzoniere o Libro de Canciones en el castillo de Belmonte.
Bajo la señoría Tarsia, Belmonte fue sitiada varias veces: durante las invasiones de Carlos VIII y Luis XII de Francia, entre 1495 y 1503, y otra vez en 1528 bajo el mandato del alguacil francés Odet de Foix, Vizconde de Lautrec. Los Tarsia fueron sucedidos por los Ravaschieri Fieschi, de los condados Fieschi di Lavagna, una antigua familia de poderosos banqueros Genoveses.Belmonte es comprada a los Tarsia por 28,220 ducados.
En 1619 el título de Príncipe de Belmonte fue concedido a los Ravaschieri por el rey Felipe III de España.
El principado de Belmonte fue ampliado en 1630 con la compra del pueblo de Amantea y el solar de San Pedro. En 1647, durante la revuelta de Masaniello, el Príncipe proveyó 200 de sus vasallos Belmonteses armados a Nápoles para asistir al Virrey. En 1685, la familia Ravaschieri no tenía heredero varón y el principado de Belmonte pasó primero a los Pinelli por matrimonio y en 1722 otra vez por matrimonio a los Pignatelli.
Su Serena Alteza príncipe Antonio Pignatelli, Sexto príncipe de Belmonte por matrimonio y un Príncipe del Sacro imperio Romano en su propio derecho, acuñaron su propia moneda las cuales estaba la famosa "zecchino de Belmonte", una moneda de oro sobre la cual aparece la cabeza de ambos príncipes y el escudo de armas. En 1806 y 1807 Belmonte apoyó a Amantea y Fiumefreddo mientras estaban bajo sitio por las tropas francesas comandadas del General Peyri. El castillo de Belmonte fue el último en rendirse. Bajo la ocupación francesa,Belmonte se transformó en el centro del área administrativa de Cratis, comprendiendo el territorio que va desde Amantea a la Guardia Piamontesa e incluyendo las ciudades de Aiello, Altilia, Mangone y Rogliano. Con la proclamación del Reino de Italia, Belmonte ganó el adicional nombre de Calabro, para distinguirse de otros pueblos italianos de mismo nombre.

## Evolución demográfica
| Gráfica de evolución demográfica de Belmonte Calabro entre 1861 y 2001 |
|                                                                        |
| Fuente ISTAT - elaboración gráfica de Wikipedia                        |

## Alcalde
Luigi Provenzano desde las elecciones de 2006
- Datos: Q53835
- Multimedia: Belmonte Calabro / Q53835

1. ↑  Worldpostalcodes.org, código postal n.º 87033.
2. ↑  «Codici Catastali». Comuni-italiani.it (en italiano). Consultado el 29 de abril de 2017.